# Pavonini
Pavonini (лат.) — триба фазановых птиц из подсемейства фазанов (Phasianinae), включающая четыре рода: хохлатые аргусы (Rheinardia), аргусы (Argusianus), конголезские павлины (Afropavo) и павлины (Pavo). Большинство представителей трибы обитает в тропической Азии; конголезский (африканский) павлин населяет тропические леса Конго. Монофилия трибы подтверждается генетическими исследованиями, и её выделение было признано справочником Howard and Moore Complete Checklist of the Birds of the World (2013 г.; 4-е издание).
Триба Pavonini является сестринским таксоном клады, включающей Tropicoperdix, Haematortyx, Galloperdix и Polyplectron. Согласно оценке, произведённой в генетическом исследовании Де Чена и соавторов (2021), ближайший общий предок Pavonini жил в олигоцене. Этот предок дал начало двум кладам: первая включает хохлатых аргусов и собственно аргусов, вторая — конголезских павлинов и собственно павлинов.

## Классификация
| Иллюстрация         | Род                                               | Современные виды                                                                |
| ------------------- | ------------------------------------------------- | ------------------------------------------------------------------------------- |
| Хохлатый аргус      | Хохлатые аргусы (Rheinardia)                      | - Хохлатый аргус (Rheinardia ocellata) - Rheinardia nigrescens                  |
| Аргус               | Аргусы (Argusianus)                               | - Аргус, или фазан аргус (Argusianus argus)                                     |
| Конголезский павлин | Конголезские, или африканские, павлины (Afropavo) | - Конголезский, или африканский, павлин (Afropavo congensis)                    |
| Павлин              | Павлины (Pavo)                                    | - Павлин, или индийский павлин (Pavo cristatus) - Зелёный павлин (Pavo muticus) |